# هیروکازو گوشی
هیروکازو گوشی (انگلیسی: Hirokazu Goshi؛ زادهٔ ۱۹ دسامبر ۱۹۶۶) بازیکن فوتبال اهل ژاپن است.
از باشگاه‌هایی که در آن بازی کرده‌است می‌توان به باشگاه فوتبال کاشیوا ریسول اشاره کرد.